# Jurkowo (obwód kurgański)
Jurkowo (ros. Юрково) – wieś (dieriewnia) w Rosji, w obwodzie kurgańskim, w rejonie biełozierskim. W 2010 liczyła 159 mieszkańców.